# Milionia callima
Milionia callima là một loài bướm đêm trong họ Geometridae.